# Gianluca Pessotto
Gianluca Pessotto (Latisana, 1970. augusztus 11. –) válogatott olasz labdarúgó, többek között a Juventus hátvédje.

## Karrierje

### Klub
Karrierjét az AC Milan utánpótláscsapatában kezdte. Itt végül egyetlen mérkőzésen sem lépett pályára, ehelyett 1989-ben a Varese játékosa lett. Következő csapatai mindegyikénél csak egy-egy szezont töltött. Ezek a csapatok sorrendben a Massese, a Bologna, a Verona és a Torino voltak. Veronát kivéve minden egyes állomáshelyén egy gólt szerzett.
1995-ben a Torinóból a városi rivális Juventushoz igazolt. Itt szinte rögtön kezdőcsapatbeli helyet tudott kiharcolni magának, jóllehet olyan játékosok alkották a csapat védelmét, mint a világbajnok Lilian Thuram, a későbbi aranylabdás Fabio Cannavaro, Ciro Ferrara, Paolo Montero vagy Giorgio Chiellini. Pályafutása vége felé már leginkább csak Jonathan Zebina vagy Lilian Thuram cseréje volt. 2006-ban döntött a visszavonulás mellett. A Juventusnál eltöltött 11 év alatt négy bajnoki címnek, egy kupa-, négy szuperkupa- és egy Bajnokok Ligája-győzelemnek lehetett részese. Összesen közel kétszázötven bajnoki mérkőzésen léphetett pályára, ezeken kétszer talált az ellenfelek kapujába

### Válogatott
A válogatottban 1996 és 2002 között szerepelt. Ezalatt a hat év alatt összesen huszonkét alkalommal játszott a nemzeti csapatban, egy gólt szerzett. Két nagy tornán vett részt, az 1998-as világbajnokságon és a 2000-es Eb-n.

## Öngyilkossági kísérlete
2006. június 27-én, nem sokkal azután, hogy állást kapott a Juventus edzői stábjában, levetette magát a klub székházáról. Mivel egy rózsát tartott kezében, azt feltételezték, hogy ez egy öngyilkossági kísérlet volt, amit később Pessotto be is ismert. Több korábbi csapattársa, mint például Alessandro del Piero, Fabio Cannavaro vagy Gianluca Zambrotta egyenesen a világbajnokságról, Németországból jöttek haza, hogy meglátogathassák.
A világbajnokság negyeddöntőjében, az Ukrajna ellen megnyert negyeddöntő során több játékoson egy „Pessottino, siamo con te” („Pessottino, veled vagyunk”) feliratú póló volt látható.
Orvosai július 17-én jelentették ki, hogy túl van az életveszélyen, a kórházat szeptember ötödikén hagyhatta el. Az orvoscsoport véleménye szerint semmilyen maradandó sérülést nem szenvedett.
Miután teljesen felépült sérüléseiből, visszatért a Juventus szakmai stábjába.

## Sikerei, díjai
- Serie A:
  - Győztes (4): 1996–97, 1997–98, 2001–02, 2002–03
  - Második (3): 1995–96, 1999–00, 2000–01
- Coppa Italia:
  - Győztes (1): 1994–95
  - Döntős (2): 2001–02; 2003–04
- Supercoppa:
  - Győztes (4): 1995, 1997, 2002, 2003
  - Döntős (1): 1998, 2005
- Bajnokok Ligája:
  - Győztes (1): 1995–96
  - Döntős (3): 1996–97, 1997–98, 2002–03
- UEFA-szuperkupa:
  - Győztes (1): 1996
- Interkontinentális kupa:
  - Győztes (1): 1996
- Intertotó-kupa
  - Győztes (1): 1999
- Európa-bajnokság
  - Döntős (1): 2000